# Parafia DeSoto
Parafia DeSoto (ang. DeSoto Parish) – parafia cywilna w stanie Luizjana w Stanach Zjednoczonych. Obszar całkowity parafii obejmuje powierzchnię 894,588 mil2 (2 316,98 km²). Według danych z 2010 r. parafia miała 26 656 mieszkańców. Parafia powstała w 1843 roku. Czasami nazwa parafii jest błędnie zapisywana jako De Soto, jednak oficjalny zapis jej nazwy to DeSoto.

## Sąsiednie parafie / hrabstwa
- Parafia Caddo (północ)
- Parafia Red River (wschód)
- Parafia Natchitoches (południowy wschód)
- Parafia Sabine (południe)
- Hrabstwo Shelby (Teksas) (południowy zachód)
- Hrabstwo Panola (Teksas) (zachód)

## Miasta
- Keachi
- Logansport
- Mansfield
- Stonewall

## Wioski
- Grand Cane
- Longstreet
- South Mansfield
- Stanley

## CDP
- Frierson
- Gloster